# Gideon Lee
Gideon Lee, född 27 april 1778 i Amherst, Massachusetts, död 21 augusti 1841 i Geneva, New York, var en amerikansk politiker (demokrat). Han var New Yorks borgmästare 1833–1834 och ledamot av USA:s representanthus 1835–1837.
Lee arbetade som skomakare och var sedan verksam inom handeln och läderbranschen.
Lee efterträdde 1833 Walter Bowne New Yorks borgmästare och efterträddes 1834 av Cornelius Lawrence.